# 1920 في السويد
فيما يلي قوائم الأحداث التي وقعت خلال عام 1920 في السويد.

## سياسة

### تعيين في المنصب
- 10 مارس – يالمار برانتينغ رئيس وزراء السويد.

### انتهاء فترة المنصب
- 27 أكتوبر – يالمار برانتينغ رئيس وزراء السويد.

## مواليد

### يوليو
- 17 يوليو – نيلس بوهلين مخترع سويدي.

### أكتوبر
- 31 أكتوبر – غونار غرين لاعب كرة قدم سويدي.

### يونيو
- 17 يونيو – جوستاف زاندر (مواليد 1835) طبيب سويدي.

### أغسطس
- 26 نوفمبر – أغسطس إيكنجرين (مواليد 1861) دبلوماسي سويدي.

### نوفمبر
- 26 نوفمبر – أغسطس إيكنجرين (مواليد 1861) دبلوماسي سويدي.